# Детлеф фон Лестен
Детлеф фон Лестен (нім. Detlef von Lehsten; 14 серпня 1917, Гамбург — 16 березня 1984) — німецький офіцер-підводник, капітан-лейтенант крігсмаріне.

## Біографія
9 жовтня 1937 року вступив на флот. Згодом був відряджений в берегову авіацію. В березні-жовтні 1942 року пройшов курс підводника. З жовтня 1942 року — 1-й вахтовий офіцер на підводному човні U-584. В червні-липні 1943 року пройшов курс командира човна. З 26 вересня 1943 року — командир U-373, на якому здійснив 4 походи (разом 71 день в морі). 8 червня 1944 року U-373 був потоплений в Біскайській затоці західніше Бреста (48°10′ пн. ш. 05°31′ зх. д.) глибинними бомбами британського бомбардувальника «Ліберейтор». 4 члени екіпажу загинули, 47 (включаючи Лестена) були врятовані. В червні-липні служив в 1-му навчальному дивізіоні підводних човнів. З 2 листопада 1944 по 30 березня 1945 року — командир U-3508, з 26 квітня по 5 травня 1945 року — U-3044.

## Звання
- Кандидат в офіцери (9 жовтня 1937)
- Морський кадет (28 червня 1938)
- Фенріх-цур-зее (1 квітня 1939)
- Оберфенріх-цур-зее (1 березня 1940)
- Лейтенант-цур-зее (1 травня 1940)
- Оберлейтенант-цур-зее (1 квітня 1942)
- Капітан-лейтенант (18 лютого 1945)

## Нагороди
- Німецька імперська відзнака за фізичну підготовку в бронзі (8 жовтня 1935)[2]
- Нагрудний знак спостерігача (7 грудня 1940)[2]
- Авіаційна планка розвідника в сріблі (4 жовтня 1941)[2]
- Залізний хрест
  - 2-го класу
  - 1-го класу (20 листопада 1941)
- Нагрудний знак підводника (26 травня 1943)